# Hellana Games
Hellana Games è una fiera dedicata al gioco (da tavolo e wargame), all'immaginario fantasy e al collezionismo, che si svolge ad Agliana in Toscana. È considerata tra le più importanti rassegne in Italia del settore.

## Origine del nome
Il nome della manifestazione trae origine dall'antico nome latino della cittadina di Agliana, Hellana riportato nella Tabula Peutingeriana, antica mappa del mondo di epoca medievale, copia di un originale probabilmente risalente alla tarda età imperiale e rappresentante la rete viaria militare dove Hellana era una stazione postale. La Tabula è attualmente conservata presso la Biblioteca nazionale austriaca a Vienna e deve il suo nome dall'umanista Konrad Peutinger che l'aveva ereditata da un amico bibliotecario presso Massimiliano I, Imperatore del Sacro Romano Impero.

## Storia
Ad Agliana, nel 2000 si tenne una primissima convention di giocatori, auto-organizzata, poco formalizzata, con un esiguo numero di partecipanti. La prima edizione, considerata ufficiale, si svolse nel medesimo luogo, l'anno seguente con il nome di Hellana Games, organizzata dal Gruppo Ludico Aglianese. Da allora, ogni anno, i giocatori italiani di molte categorie di giochi si riuniscono per confrontarsi, giocare e spesso acquistare le ultime novità.

## Organizzazione
L'evento viene organizzato annualmente dal Gruppo Ludico Aglianese con il sostegno del comune di Agliana.

## Esposizione
Si svolge ogni anno nel mese di aprile ad Agliana, in un'area di oltre 1.000 m².
Vi partecipano molti operatori del settore ed un numero sempre crescente di negozi specializzati e associazioni ludico-culturali. Nel corso delle svariate edizioni oltre alla ormai consueta mostra mercato vi sono stati numerosi tornei di rilevanza nazionale ed europea (come il torneo di De Bellis Antiquitatis e di Flames of War).

## Edizioni
| Edizione | Nome               | Ubicazione                                                   | Date            | Ospiti d'onore                                    | Mostre                       | Nr. Visitatori |
| -------- | ------------------ | ------------------------------------------------------------ | --------------- | ------------------------------------------------- | ---------------------------- | -------------- |
| -        | Hellana Games 2000 | Circolo Scintilla, Agliana                                   |                 |                                                   |                              |                |
| I        | Hellana Games 2001 | Circolo Scintilla, Agliana                                   | 21 gennaio 2001 |                                                   |                              |                |
| II       | Hellana Games 2002 | Circolo Scintilla, Agliana                                   | 27 gennaio 2002 |                                                   |                              |                |
| III      | Hellana Games 2003 | Circolo Scintilla, Agliana                                   | 26 gennaio 2003 | Valerio Laurenzi, Giuseppe Cossiga                |                              |                |
| IV       | Hellana Games 2004 | Vacchereccia, Agliana                                        | 24 gennaio 2004 |                                                   |                              |                |
| V        | Hellana Games 2005 | Palestra comunale G. Rodari, Agliana                         | 30 gennaio 2005 | Franco Cardini, Giuseppe Cossiga, Ugo Barlozzetti |                              | circa 1.000    |
| VI       | Hellana Games 2006 | Palestra comunale G. Rodari, Agliana                         | 26 marzo 2006   | Valerio Laurenzi                                  |                              | più di 1.000   |
| VII      | Hellana Games 2007 | Palestra comunale G. Rodari, Agliana                         | 1º aprile 2007  |                                                   |                              | 1.000          |
| VIII     | Hellana Games 2008 | Palestra comunale G. Rodari, Agliana                         | 6 aprile 2008   | Ugo Barlozzetti                                   |                              | più di 1.500   |
| IX       | Hellana Games 2009 | Palestra comunale G. Rodari, Agliana                         | 5 aprile 2009   |                                                   |                              | circa 2.000    |
| X        | Hellana Games 2010 | Palestra comunale G. Rodari, Agliana                         | 11 aprile 2010  | Ugo Barlozzetti                                   |                              | circa 2.000    |
| XI       | Hellana Games 2011 | Palestra comunale G. Rodari e Teatro Cinema Moderno, Agliana | 2 aprile 2011   | Giuseppe Rava, Giuseppe Cossiga                   | Mostra su Giuseppe Garibaldi | più di 1.000   |
| XII      | Hellana Games 2012 | Palestra comunale G. Rodari, Agliana                         | 1º aprile 2012  | Ugo Barlozzetti                                   |                              |                |
| XIII     | Hellana Games 2013 | Palestra comunale G. Rodari, Agliana                         | 14 aprile 2013  |                                                   |                              |                |
| XIV      | Hellana Games 2014 | Palestra comunale G. Rodari, Agliana                         | 30 marzo 2014   |                                                   |                              | circa 1.500    |
| XV       | Hellana Games 2015 | Palestra comunale G. Rodari, Agliana                         | 29 marzo 2015   | Renato Genovese                                   |                              |                |
| XVI      | Hellana Games 2016 | Palestra comunale B. Sestini, Agliana                        | 20 marzo 2016   |                                                   |                              |                |
| XVII     | Hellana Games 2017 | Palestra comunale B. Sestini, Agliana                        | 9 aprile 2017   |                                                   |                              |                |
| XVIII    | Hellana Games 2018 | Palestra comunale B. Sestini, Agliana                        | 25 marzo 2018   |                                                   |                              |                |
| XIX      | Hellana Games 2019 | Palestra comunale B. Sestini e Auditorium, Agliana           | 14 aprile 2019  |                                                   |                              |                |

## Galleria d'immagini

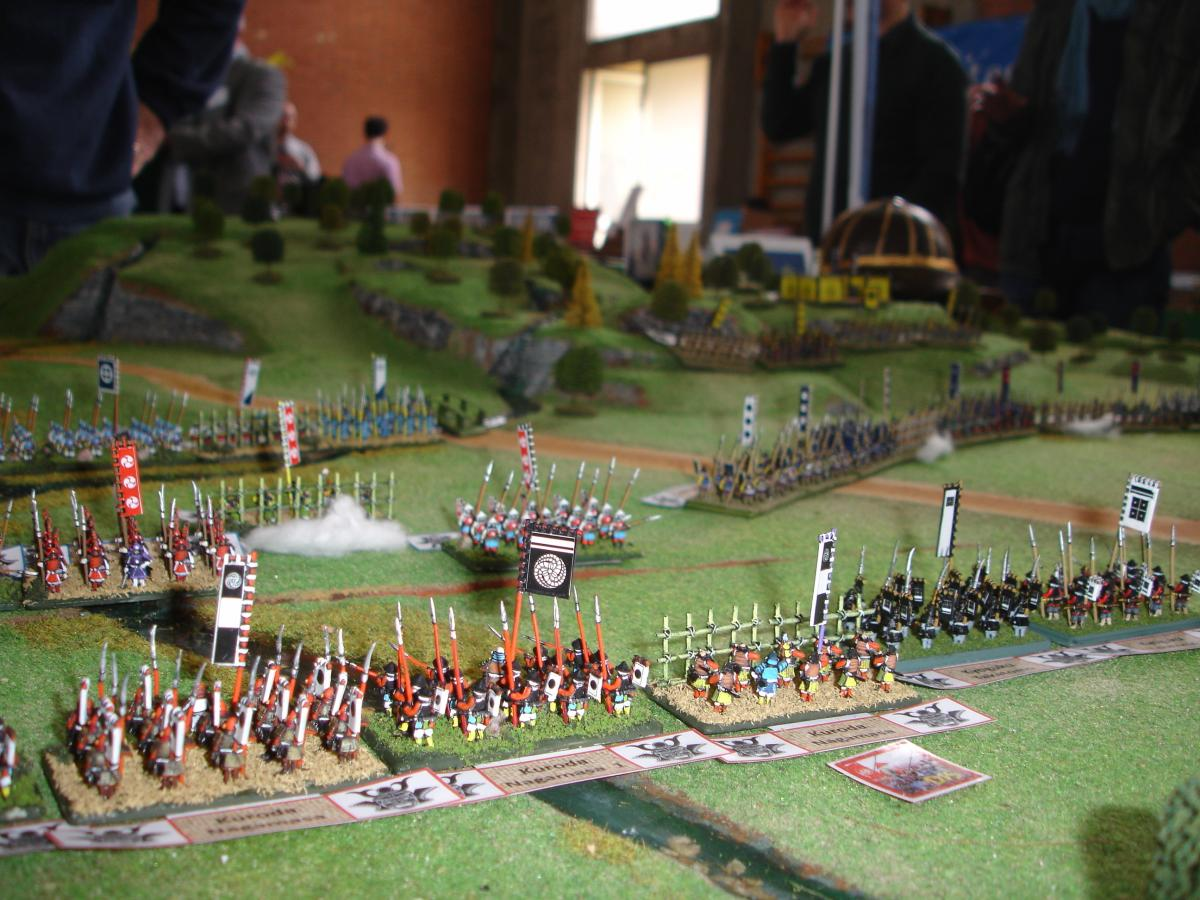
Un tavolo dimostrativo - Hellana Games 2014
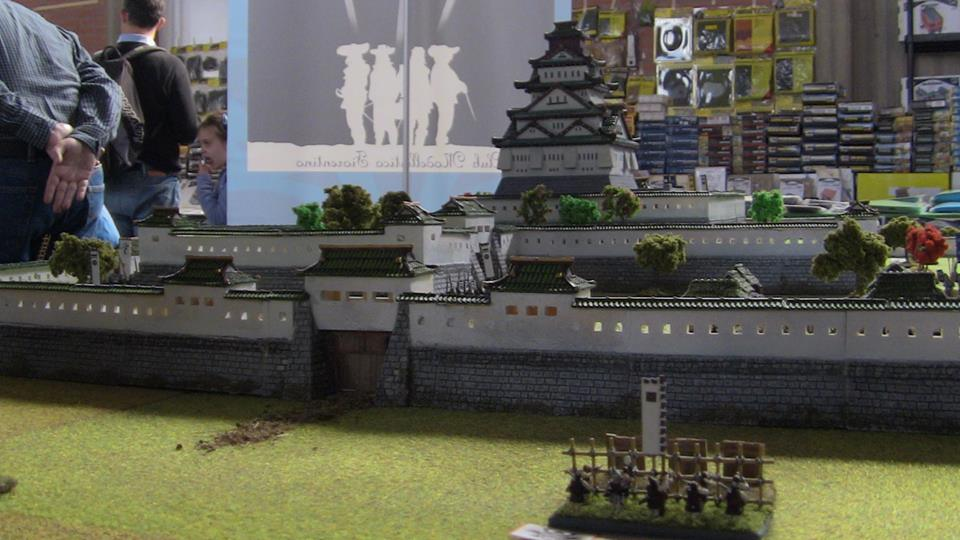
Un tavolo dimostrativo - Hellana Games 2016
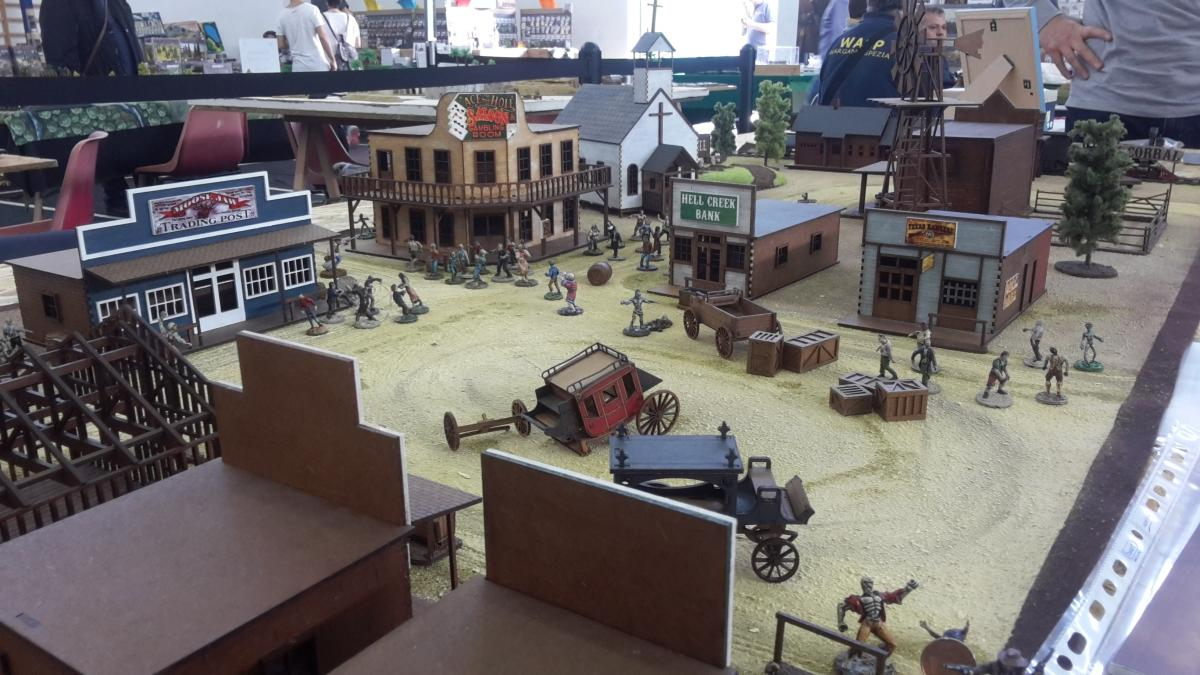
Un tavolo dimostrativo - Hellana Games 2017